# Medlešice
Medlešice jsou částí města Chrudim. Na severu sousedí s obcí Mikulovice. Ve vesnici se nachází zámek postavený v roce 1725 a malý fungující pivovar s pivovarskou hospodou. Západně od osídlené části vsi vede železnice se stejnojmennou zastávkou. K Chrudimi byly Medlešice připojeny 1. července 1985.

## Historie
První písemná zmínka o vesnici pochází z roku 1229.

## Přírodní poměry
Ve spraších poblíž Medlešic byla nalezena kostra pravěkého nosorožce srstnatého.

## Pamětihodnosti
- Medlešický zámek
- Socha svatého Antonína Paduánského
- Sousoší svatého Jana a svatého Pavla

## Osobnosti
- Dagmar Pecková, operní pěvkyně, narozená v Medlešicích[6]

## Fotogalerie

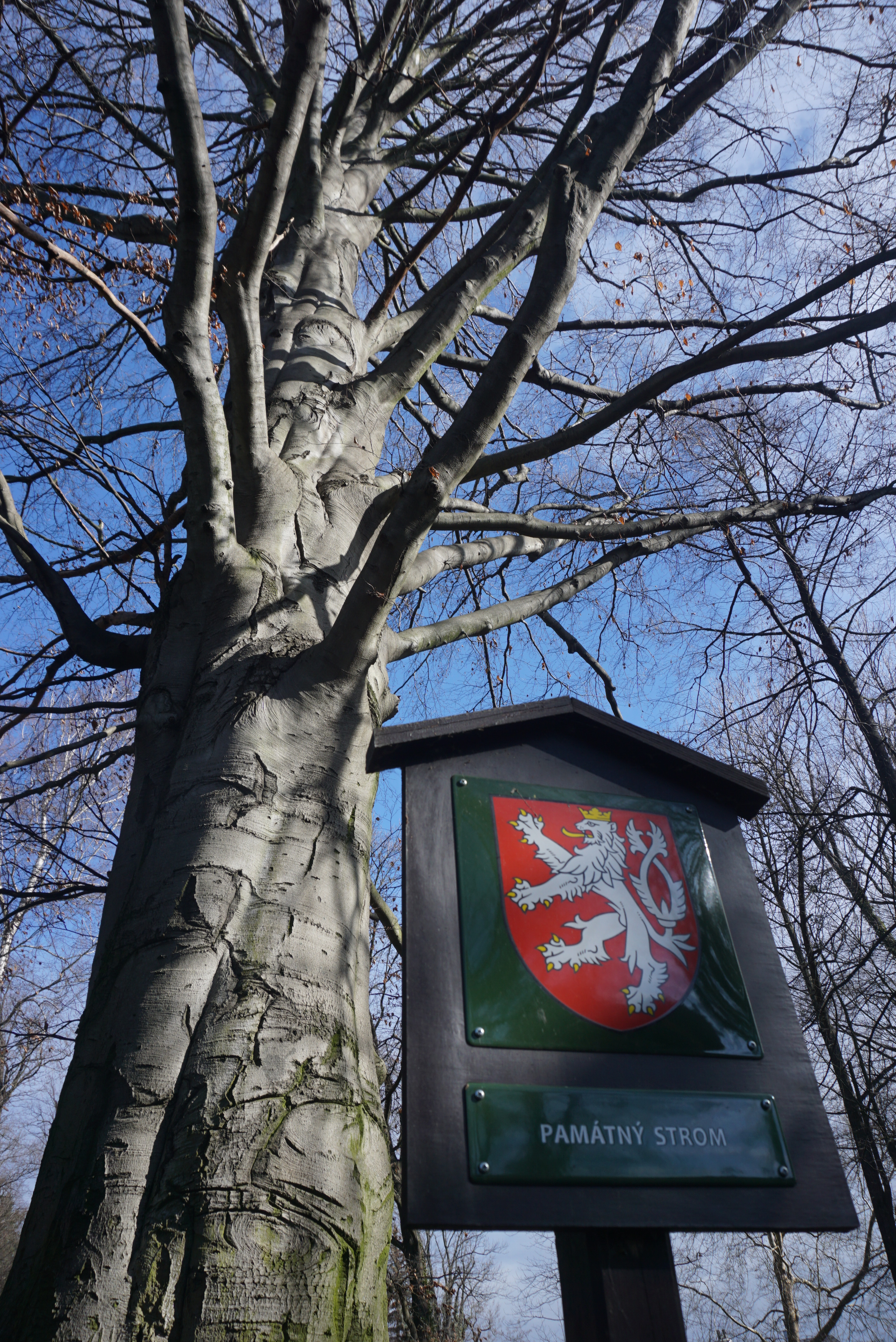
Památný buk červenolistý
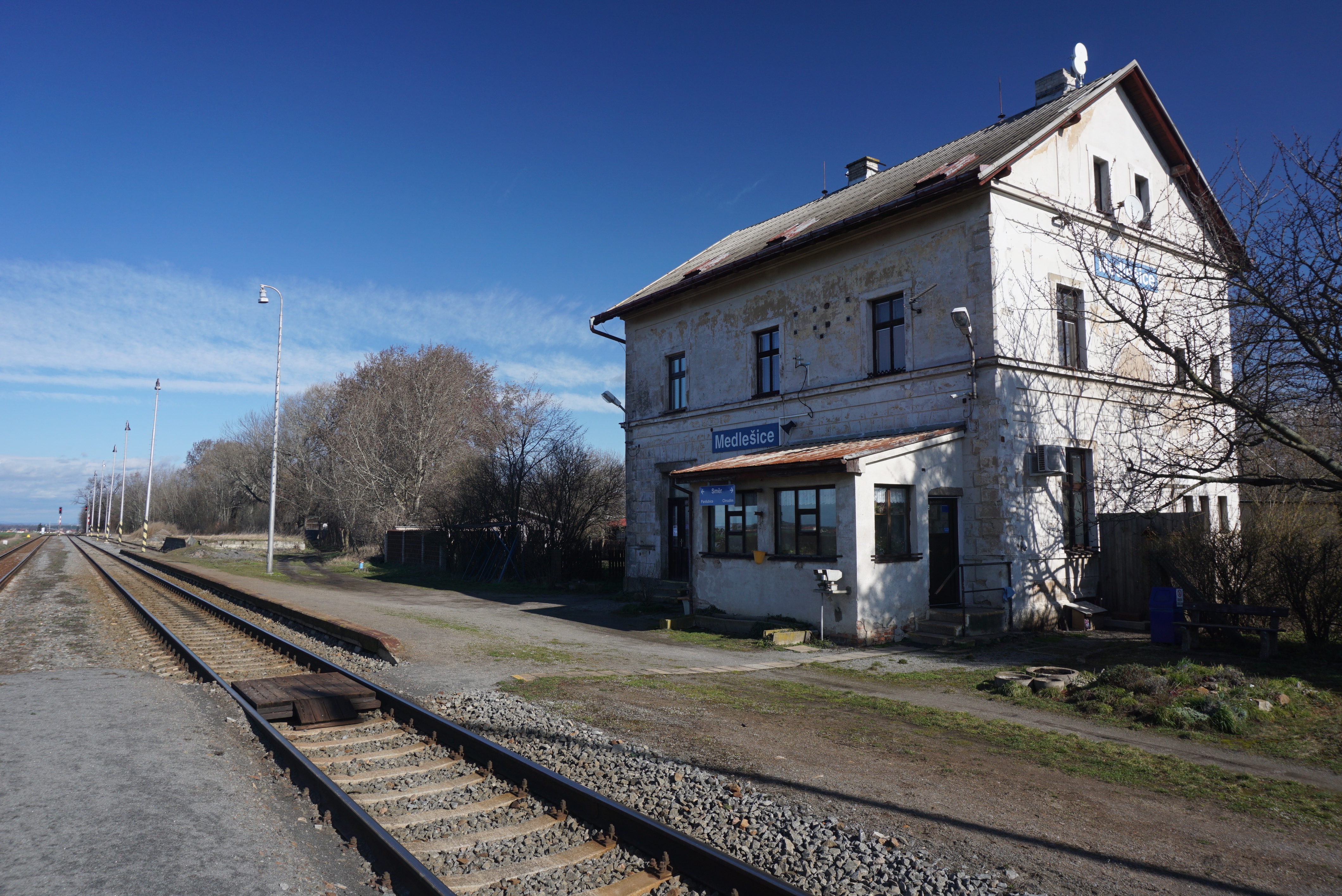
Nádraží
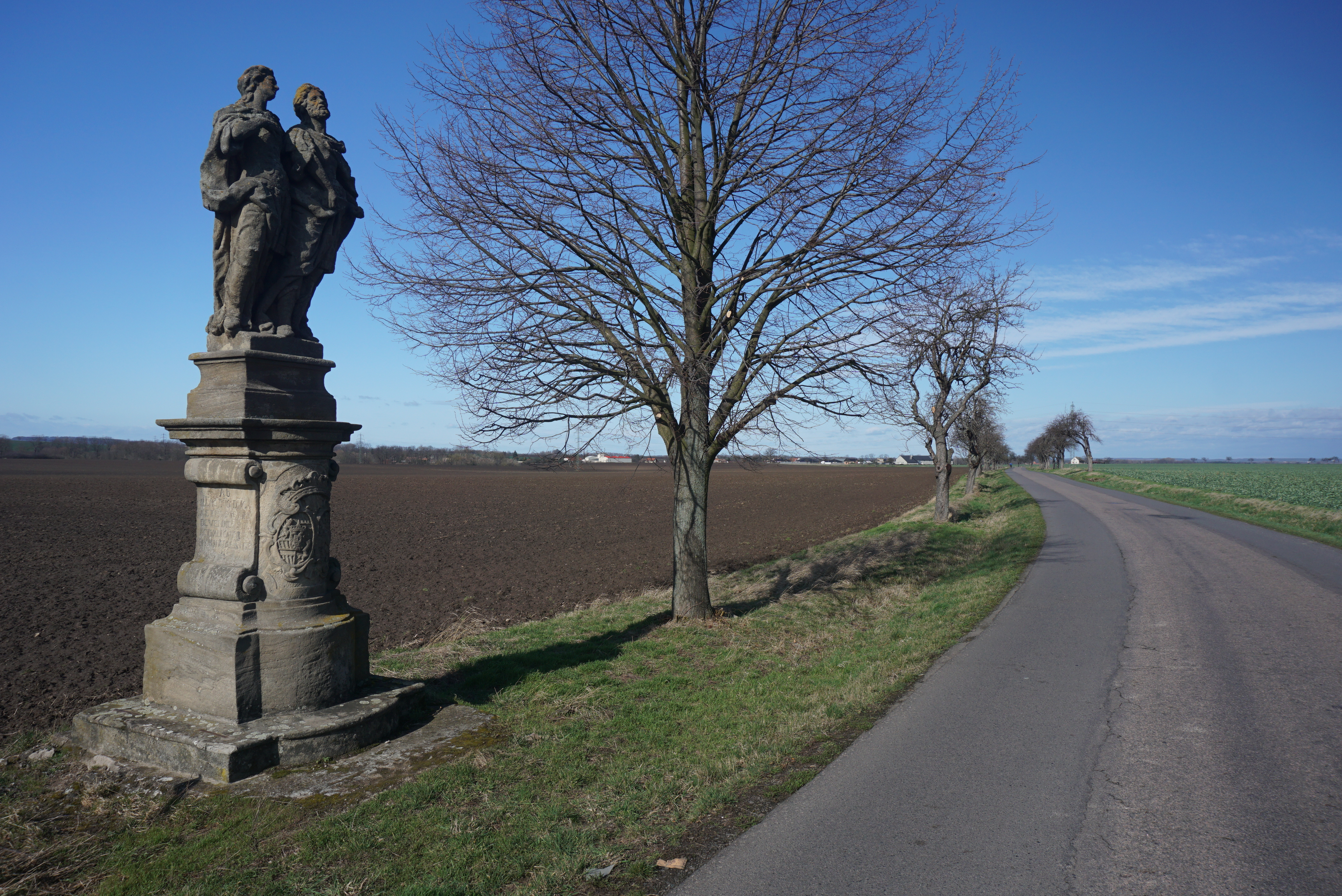
Sousoší svatého Pavla a Jana
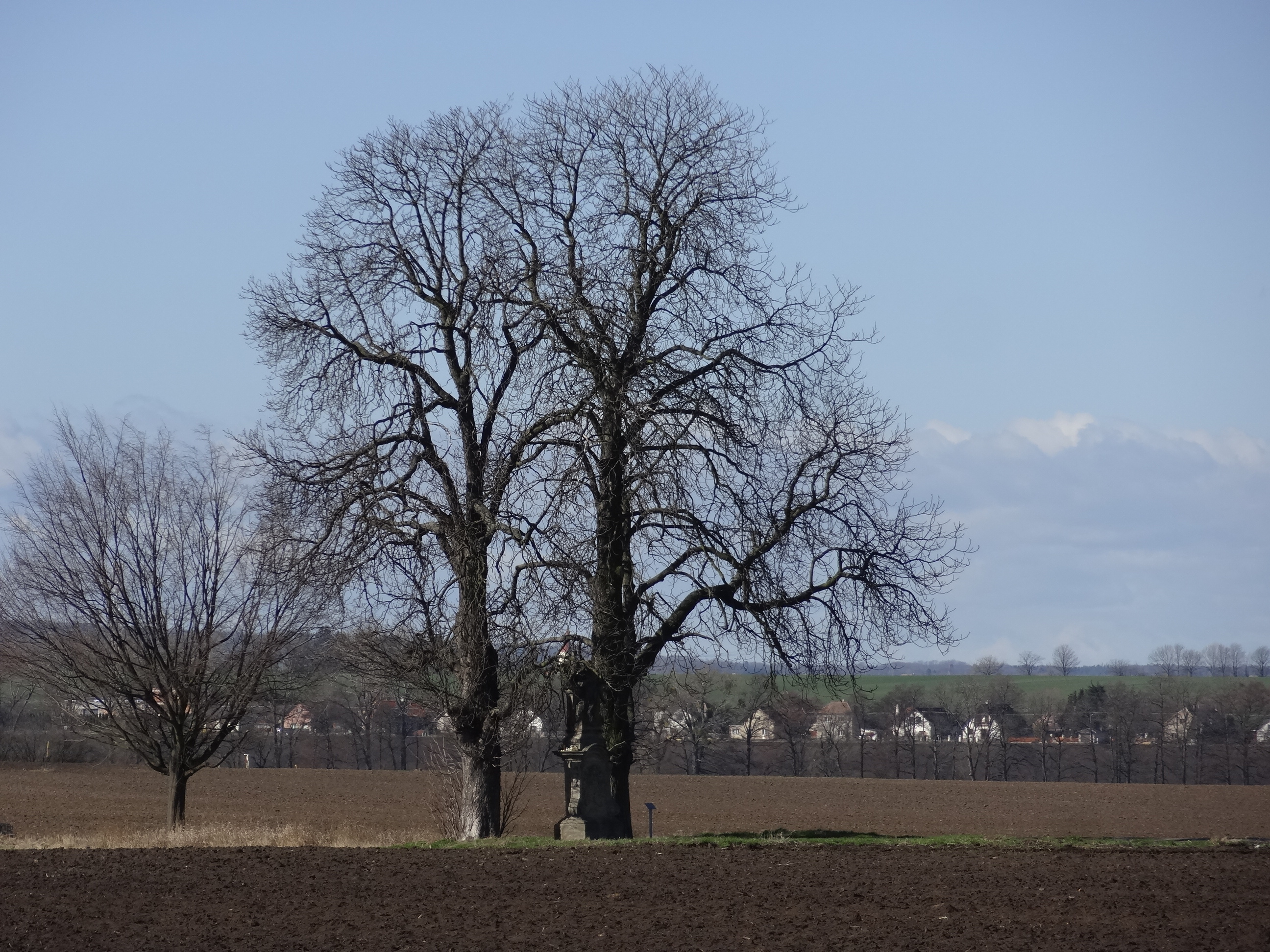
Socha svatého Antonína Paduánského